# 髙濱卓也
- 高濱卓也
- 高浜卓也

髙濱 卓也（たかはま たくや、1989年7月6日 - ）は、佐賀県佐賀市出身の元プロ野球選手（内野手）。右投左打。
実弟は元プロ野球選手の髙濱祐仁。苗字については、報道やスコアボードなどで「高浜」と記されることもある。

## 経歴

### プロ入り前
福岡県で出生後に佐賀県佐賀市へ転居。佐賀市の北小ジュニアソフトボールクラブでソフトボール、小学校4年時に北川副少年野球団で軟式野球を始める。佐賀市立城南中学校では軟式野球部で主に投手を務め、打撃でも硬式球より飛びにくいとされる軟式球で推定飛距離130 mの本塁打を打つなど活躍した。小学校・中学時代のチームメイトには、のちに2007年夏の第89回全国選手権大会決勝で野村祐輔から逆転満塁本塁打を放った副島浩史（2018年11月から唐津工業高野球部監督）らがいた。
当初は佐賀県内の高校への進学を希望していたが、高濱の出場した試合を横浜高校硬式野球部監督（当時）の渡辺元智が観戦していたことをきっかけに横浜高校へ進学。入学後に内野手へ転向すると、1年時から1番打者としてレギュラーの座を確保した。2年の春には、第78回選抜高等学校野球大会に「3番・遊撃手」として出場。1学年先輩の福田永将・佐藤賢治とのクリーンナップで、土井健大を擁する履正社高、大嶺祐太を擁する八重山商工高、斎藤佑樹を擁する早稲田実業高、尾藤竜一を擁する岐阜城北高などを破った末に優勝。2年の夏の第88回全国高等学校野球選手権大会に3番サードとして出場したが中田翔を擁する大阪桐蔭高校の前に初戦敗退。3年の夏には神奈川大会準決勝で菅野智之擁する東海大相模高校に敗れ、ベスト4。7歳下の実弟の祐仁も自身の卒業後に横浜高校へ進学した。
訛りの壁や学校や寮のある横浜市に馴染めないことから、1年次の5月に寮を脱走したが、佐賀の実家に説得に駆け付けた渡辺監督に連れ戻されたため野球を辞めずに済んだ。髙濱は渡辺監督が連れ戻しに佐賀まで来てくれたことに対して「そんなことしてくれる人、なかなかいないので。この人に付いていこうと思ったのは、その時ですかね。それまでは憧れでしかなかった」とプロ引退後に感謝を語っている。
打球を広角へ打ち分けられる打力、下級生時から中心選手として活躍した実績、俊足、強肩、高い野球センスを持ち合わせることから『速報!甲子園への道』（ABCテレビ制作の選手権地方大会ダイジェスト番組）では、当時「高校ビッグ3」と呼ばれた中田・佐藤由規・唐川侑己に並んで「高校四天王」の1人に数えられていた。実際には、対外試合で通算18本塁打を打った一方で、両膝を痛めることが相次いでいた。
2007年度NPB高校生ドラフト会議にて阪神タイガースと横浜ベイスターズから1巡目指名を受け、阪神は中田、横浜は佐藤への独占交渉権を指名重複による抽選で逃していたが、高濱への再指名でも重複。抽選の結果、阪神が交渉権を獲得したため、後に契約金8000万円、年俸360万円（金額は推定）という条件で入団。入団当初の背番号は36。

### 阪神時代

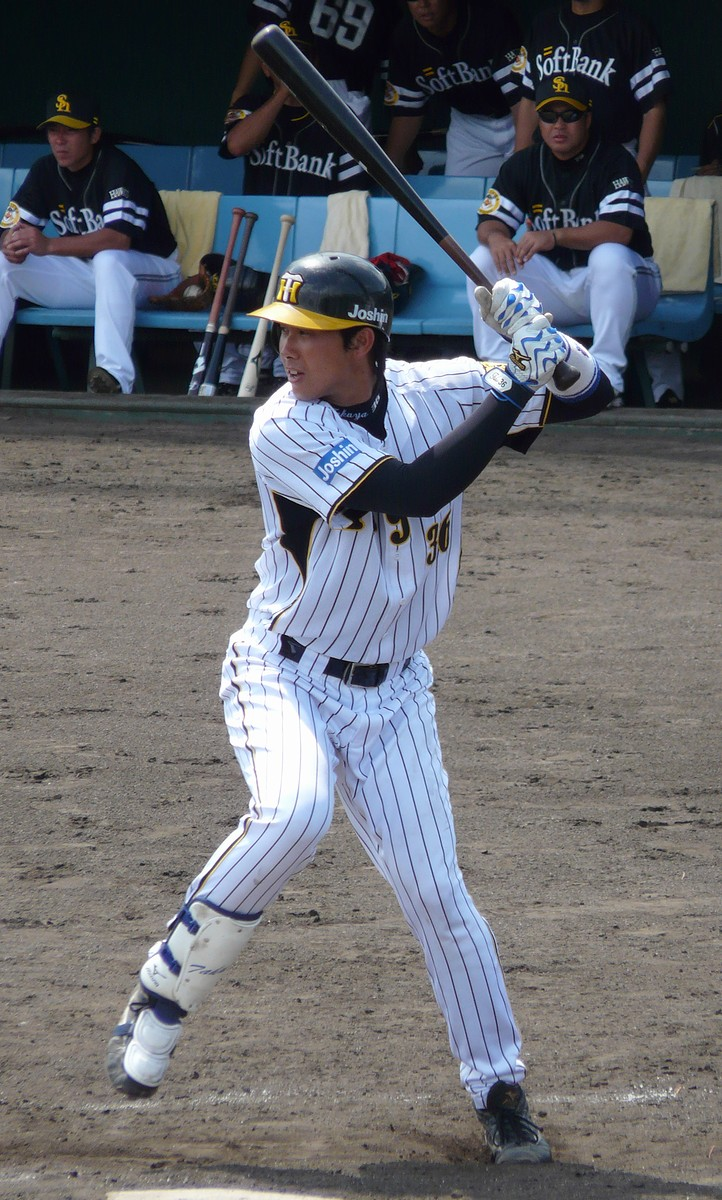
阪神時代(2009年7月15日)

2008年には、高校時代から繰り返している膝の故障によって、春季キャンプから別メニューでの調整が続いた。シーズンに入ってからも公式戦での出場機会はなく、首脳陣からは、外野手としての起用で膝への負担の軽減と出場機会の増加を図ることも検討された。
2009年には、ウエスタン・リーグ公式戦28試合に出場。通算の打率は.198で、三振数（17）が打席数（31）の半分近くに達していたものの出塁率.306を記録した。守備面では、本来のポジションである遊撃手としての出場が2試合にとどまる一方で、10試合で外野を守った。
2010年には、ウエスタン・リーグ公式戦39試合に出場すると、打率.195, 出塁率.241を記録。守備では主に遊撃手として起用されたが、32試合で8失策を記録した。シーズン終了後に背番号を66へ変更したが後述する事情から、実際に着用したのは1か月ほどだった。
2011年には、春季キャンプのスタートを二軍で迎えながら、キャンプ中に開かれた一・二軍合同の紅白戦3戦で9打数6安打と活躍。この試合を境に一軍へ帯同すると、キャンプ後に出場したオープン戦を含めて、実戦6試合で14打数8安打を記録した。高知でのオープン戦で結果を出したことで一軍メンバーとして帰阪。甲子園球場の一軍ロッカーに初めて自分の名前が貼られた初日にロッテへの移籍を通達された。

### ロッテ時代
2011年オープン戦期間中の3月1日、千葉ロッテマリーンズへの移籍が発表された。前年に小林宏之が国内FA権の行使を経てロッテから阪神へ移籍したことに伴う人的補償措置で、移籍当初の背番号は00。
小林の移籍をめぐっては、FA権の行使に関するNPBの規定で、移籍先の阪神にロッテへの補償義務が発生。ロッテでは当初、金銭による補償や、阪神が設定する保有選手のプロテクトリスト（28人）から外れた投手での人的補償を求めることを検討していた。その一方で、前年までの正遊撃手だった西岡剛がMLBのミネソタ・ツインズへ移籍したほか、正三塁手の今江敏晃が故障。このような事情で内野陣の層が薄くなっていたことから、春季キャンプから活躍していたにもかかわらず、チーム事情で阪神のプロテクトリストから外れていた高濱に白羽の矢を立てた。
移籍後に迎えた2011年のレギュラーシーズンでは、西岡から正遊撃手の座を引き継いだ荻野貴司の故障離脱や、荻野の離脱後に遊撃手として起用された高口隆行・細谷圭の打撃の低調などを背景に、5月24日の対広島東洋カープ2回戦（MAZDA Zoom-Zoom スタジアム広島）に「2番・遊撃手」としてスタメンで一軍公式戦にデビュー。4回表の第2打席で福井優也から一軍公式戦初安打を記録したことを皮切りに、2安打を打った。5月25日には、甲子園球場での対阪神戦に移籍後初めて出場。7回表に先頭打者として二塁打を打った後に、今江の適時打で本塁へ生還した。6月7日に出場選手登録をいったん抹消されたが、シーズン終盤の9月11日に再び登録されると、「9番・遊撃手」としてのスタメンや代打に起用された。
2012年には、イースタン・リーグ公式戦で内野の全てのポジションでの試合出場を経験するとともにリーグの規定打席へ到達。リーグ5位の打率.301を記録したが、一軍公式戦では通算2試合の出場で3打数ノーヒットだった。
2013年には、根元俊一・早坂圭介の故障をきっかけにシーズンの途中で一軍へ昇格。一軍公式戦では2年ぶりの安打を打ったものの10日ほどで二軍へ逆戻りするなど、6試合の出場にとどまった。イースタン・リーグ公式戦では、前年と同じく、内野の全ポジションに起用。最終規定打席へ到達すると共にリーグ13位の打率.283を記録した。
2014年には、イースタン・リーグ公式戦で、主に遊撃手として起用されながら73試合に出場。打率.355で首位打者、出塁率.438で最高出塁率のタイトルを獲得するとともにリーグの技能賞も受賞した。一軍公式戦にも36試合の出場で、打率.232、7打点を記録。
2015年には、レギュラーシーズンの開幕を二軍で迎えながら、イースタン・リーグの公式戦では前年に続いて開幕から好調。一軍には後半から合流したものの、公式戦33試合の出場で打率.286、2打点を記録した。10月4日には、ロッテ移籍後から2年間交際してきた一般女性と結婚。
2016年には、プロ入り後初めて開幕一軍入りを果たすと3月25日に北海道日本ハムファイターズとの開幕戦で「2番・三塁手」としてスタメンに抜擢。4月15日から札幌ドームで催された同カードの3連戦では、同日の第1戦8回表に榎下陽大から一軍公式戦初本塁打、17日の第3戦延長10回表に決勝打を打った。同月19日の対福岡ソフトバンクホークス戦試合前のフリー打撃練習中にギックリ腰を発症したため、1か月にわたり、戦線離脱を余儀なくされたが5月20日に一軍に復帰してからも好調をキープ。6月3日の対広島東洋カープ戦では3安打4打点、同月9日には古巣・阪神戦（いずれもQVCマリンフィールド）での初本塁打を記録した。同月26日の対埼玉西武ライオンズ戦（西武プリンスドーム）でも「2番・三塁手」としてスタメンで出場することが発表されていたが、試合前の打撃練習後に強い腰の張りを訴えたため急遽欠場すると、翌27日に出場選手登録を再び抹消された。後半戦では調子を落としたため、一軍公式戦での通算打率は.215にとどまったが、53試合の出場で3本塁打、13打点を記録。勝負どころの打席で適時打を何度も打ったことも球団に評価されたため、シーズン終了後には、背番号を「チームの出世番号」とされる32へ変更した。その一方で、推定年俸1450万円で契約を更改した直後の記者会見では、「1220万円」と報じられていた前年（2015年）の年俸を950万円に訂正したことを皮切りに、阪神時代から年俸が実額より高く推定されていたことを指摘した。なお、シーズン中に再三悩まされた腰の痛みについては、椎間板ヘルニアに起因することが後に判明している。
2017年には、春季一軍キャンプ中の練習試合から主に一塁手として起用された。一軍公式戦には、8月から28試合に出場。20試合で一塁、9試合で三塁、1試合で二塁を守ったものの、遊撃を守る機会はなく、打撃面でも打率.171と低迷した。
2018年には、シーズンの終盤に一軍公式戦10試合へ出場しただけで、シーズンの大半を二軍で過ごした。もっとも、打撃フォームの改造に着手した結果、イースタン・リーグ公式戦では99試合の出場で打率.306、4本塁打、29打点という好成績を残した。
2019年には、根元の現役引退（二軍コーチ就任）により、チームに左の代打要員が不足したことから代打に専念することを決意。オープン戦の前半までは代打で好成績を残したもののレギュラーシーズンの開幕を二軍で迎えた。イースタン・リーグ公式戦ではスタメンに起用されることが多かったが、5月9日の対西武戦（埼玉県営大宮公園野球場）で、一軍公式戦にシーズン初出場。同点で迎えた延長11回表一死二塁からの代打起用で、勝ち越しの二塁打を放ったことによってチームの勝利に貢献した。同月11日の対ソフトバンク戦（福岡ヤフオク!ドーム）では、代打から出場すると、一軍では8年ぶりに遊撃の守備に就いた。しかし、チーム事情や腰痛の影響もあって、5月20日以降は一軍から遠ざかった。一軍公式戦では代打のみの出場で打率.286を記録したが、10月3日に球団から支配下選手契約の解除を通告、12月2日にはNPBの規定で自由契約選手として公示されたが、実際には11月26日に育成選手として契約を更改したうえで、12月6日に腰の手術（全内視鏡下腰椎椎間板ヘルニア摘出術）を受けた。育成選手としての背番号は127。この年には、日本ハムに在籍する実弟の祐仁も、支配下選手契約の解除通告を受けた後に育成選手契約へ移行している。
2020年には、イースタン・リーグ公式戦54試合の出場で打率.250（92打数23安打）、出塁率.364、長打率.424、OPS.788を記録。支配下登録選手への復帰では祐仁に先を越されたもののスタメンへの起用が22試合にとどまりながらも4本の本塁打を打った。支配下選手契約から育成選手契約へ移行した選手に関するNPBの規定に沿って、11月30日に自由契約選手としてNPBから公示されたが、12月21日に育成選手として再び契約。
2021年には、育成選手としてイースタン・リーグ公式戦35試合で打率.333、1本塁打、11打点、OPS.892を記録。スタメンでの起用は18試合のみで、代打から内野（一塁や三塁）の守備に就く機会が多く、3試合で外野を守った。開幕2か月後の5月31日付で支配下登録選手へ復帰するとともに、背番号を61へ変更。この背番号は、ロッテ移籍後の10シーズンで4つ目に当たる。さらに、復帰と同時に出場選手登録を果たすと、6月2日の対日本ハム戦（静岡県草薙総合運動場硬式野球場）8回裏から一塁手として一軍公式戦へ2年ぶりに出場。この試合には実弟の祐仁が日本ハムの「2番・一塁手」としてスタメンに起用されていたため、一軍公式戦としては2015年9月30日の対ロッテ戦（札幌ドーム）以来およそ5年9か月ぶりの同時出場が実現したばかりか、8回表に祐仁・9回表に自身が単打で出塁した際には一塁で顔を合わせた。2020東京オリンピックの開催に伴うレギュラーシーズンの中断期間中には、7月27日に甲子園球場で組まれたエキシビジョンマッチの対阪神戦で非公式戦ながら藤浪晋太郎から本塁打を放ったもののシーズン再開後の8月に椎間板ヘルニアが再発。その後は一軍への復帰に至らず、一軍公式戦への出場は17試合、安打は前述の1本にとどまった。「いつまでも応援してもらいながら期待に応えられるほどの成績を残せなかったことは本当に残念だが、野球をやり切ったので区切りを打ちたい」とのことで、11月2日に球団から戦力外通告を受けたことを機に現役引退を表明。

### 現役引退後
現役引退後は埼玉県内の自動車販売店に就職。戦力外通告を受けた2日後には金髪を黒髪に染め直し就活を始め、車の買い替えのために出向いた自動車販売店で就職の話が進み即決したという。

## 選手としての特徴・人物
阪神への入団当初は「走・攻・守三拍子揃ったスラッガー」との評価を受けていて、横浜高校在学中には遠投で120m、手動計測ながら50m走で最速6秒0というタイムを記録していた。その後は、内野の全ポジションをこなすユーティリティープレイヤーとしての一面を発揮。打球を広角に放てる打撃技術も持ち合わせていて、現役時代末期には精々が一塁の守備に就ける程度の状態であったが、腰痛に悩まされながらも代打や指名打者としてその技術を発揮していた。
現役時代は、ファンや所属球団の関係者から、「ハマ」「ハマちゃん」といった愛称で親しまれた。
実弟の祐仁ともども、横浜高校からNPBの球団へ直接入った後に、故障の影響で育成選手生活を経験。その一方で、支配下登録選手としては、一軍公式戦への兄弟同時出場が前述した2試合で実現している。また、卓也の引退後（2023年）には、祐仁が交換トレードで日本ハムから阪神へ移籍。在籍の時期は異なるものの、兄弟揃って阪神の支配下登録選手になった。

## 詳細情報

### 年度別打撃成績
| 年 度      | 球 団      | 試 合 | 打 席 | 打 数 | 得 点 | 安 打 | 二 塁 打 | 三 塁 打 | 本 塁 打 | 塁 打 | 打 点 | 盗 塁 | 盗 塁 死 | 犠 打 | 犠 飛 | 四 球 | 敬 遠 | 死 球 | 三 振 | 併 殺 打 | 打 率 | 出 塁 率 | 長 打 率 | O P S |
| ---------- | ---------- | ----- | ----- | ----- | ----- | ----- | -------- | -------- | -------- | ----- | ----- | ----- | -------- | ----- | ----- | ----- | ----- | ----- | ----- | -------- | ----- | -------- | -------- | ----- |
| 2011       | ロッテ     | 19    | 56    | 48    | 4     | 10    | 1        | 0        | 0        | 11    | 0     | 0     | 0        | 7     | 0     | 1     | 0     | 0     | 21    | 0        | .208  | .224     | .229     | .454  |
| 2012       | ロッテ     | 2     | 3     | 3     | 0     | 0     | 0        | 0        | 0        | 0     | 0     | 0     | 0        | 0     | 0     | 0     | 0     | 0     | 2     | 0        | .000  | .000     | .000     | .000  |
| 2013       | ロッテ     | 6     | 14    | 14    | 1     | 3     | 0        | 0        | 0        | 3     | 0     | 0     | 0        | 0     | 0     | 0     | 0     | 0     | 2     | 1        | .214  | .214     | .214     | .429  |
| 2014       | ロッテ     | 36    | 78    | 69    | 12    | 16    | 1        | 3        | 0        | 23    | 7     | 0     | 1        | 3     | 0     | 6     | 0     | 0     | 11    | 1        | .232  | .293     | .333     | .627  |
| 2015       | ロッテ     | 33    | 45    | 42    | 5     | 12    | 2        | 0        | 0        | 14    | 4     | 0     | 0        | 2     | 0     | 1     | 0     | 0     | 11    | 0        | .286  | .302     | .333     | .636  |
| 2016       | ロッテ     | 53    | 158   | 144   | 19    | 31    | 6        | 0        | 3        | 46    | 13    | 0     | 0        | 6     | 0     | 8     | 0     | 0     | 30    | 2        | .215  | .257     | .319     | .576  |
| 2017       | ロッテ     | 28    | 38    | 35    | 1     | 6     | 2        | 0        | 0        | 8     | 1     | 0     | 0        | 0     | 0     | 3     | 0     | 0     | 6     | 4        | .171  | .237     | .229     | .465  |
| 2018       | ロッテ     | 10    | 12    | 12    | 0     | 3     | 0        | 0        | 0        | 3     | 0     | 0     | 0        | 0     | 0     | 0     | 0     | 0     | 2     | 0        | .250  | .250     | .250     | .500  |
| 2019       | ロッテ     | 8     | 7     | 7     | 0     | 2     | 2        | 0        | 0        | 4     | 3     | 0     | 0        | 0     | 0     | 0     | 0     | 0     | 3     | 0        | .286  | .286     | .571     | .857  |
| 2021       | ロッテ     | 17    | 9     | 8     | 0     | 1     | 0        | 0        | 0        | 1     | 2     | 0     | 0        | 0     | 0     | 1     | 0     | 0     | 2     | 1        | .125  | .222     | .125     | .347  |
| 通算：10年 | 通算：10年 | 212   | 420   | 382   | 42    | 84    | 14       | 3        | 3        | 113   | 30    | 0     | 1        | 18    | 0     | 20    | 0     | 0     | 90    | 9        | .220  | .259     | .296     | .555  |

### 年度別守備成績
| 年 度 | 球 団  | 一塁  | 一塁  | 一塁  | 一塁  | 一塁  | 一塁     | 二塁  | 二塁  | 二塁  | 二塁  | 二塁  | 二塁     | 三塁  | 三塁  | 三塁  | 三塁  | 三塁  | 三塁     | 遊撃  | 遊撃  | 遊撃  | 遊撃  | 遊撃  | 遊撃     |
| 年 度 | 球 団  | 試 合 | 刺 殺 | 補 殺 | 失 策 | 併 殺 | 守 備 率 | 試 合 | 刺 殺 | 補 殺 | 失 策 | 併 殺 | 守 備 率 | 試 合 | 刺 殺 | 補 殺 | 失 策 | 併 殺 | 守 備 率 | 試 合 | 刺 殺 | 補 殺 | 失 策 | 併 殺 | 守 備 率 |
| ----- | ------ | ----- | ----- | ----- | ----- | ----- | -------- | ----- | ----- | ----- | ----- | ----- | -------- | ----- | ----- | ----- | ----- | ----- | -------- | ----- | ----- | ----- | ----- | ----- | -------- |
| 2011  | ロッテ | -     | -     | -     | -     | -     | -        | -     | -     | -     | -     | -     | -        | 3     | 0     | 5     | 1     | 0     | .833     | 14    | 15    | 34    | 2     | 9     | .961     |
| 2012  | ロッテ | -     | -     | -     | -     | -     | -        | -     | -     | -     | -     | -     | -        | 1     | 2     | 0     | 0     | 0     | 1.000    | -     | -     | -     | -     | -     | -        |
| 2013  | ロッテ | -     | -     | -     | -     | -     | -        | 6     | 16    | 9     | 0     | 2     | 1.000    | -     | -     | -     | -     | -     | -        | -     | -     | -     | -     | -     | -        |
| 2014  | ロッテ | 19    | 78    | 9     | 1     | 5     | .989     | 6     | 14    | 20    | 1     | 4     | .971     | 9     | 8     | 10    | 0     | 0     | 1.000    | -     | -     | -     | -     | -     | -        |
| 2015  | ロッテ | 24    | 63    | 5     | 0     | 2     | 1.000    | 2     | 3     | 1     | 0     | 1     | 1.000    | 9     | 10    | 12    | 2     | 2     | .917     | -     | -     | -     | -     | -     | -        |
| 2016  | ロッテ | 19    | 54    | 4     | 0     | 4     | 1.000    | 7     | 7     | 8     | 0     | 1     | 1.000    | 37    | 25    | 54    | 4     | 4     | .952     | -     | -     | -     | -     | -     | -        |
| 2017  | ロッテ | 20    | 60    | 6     | 0     | 3     | 1.000    | 1     | 1     | 1     | 0     | 0     | 1.000    | 9     | 5     | 7     | 1     | 1     | .923     | -     | -     | -     | -     | -     | -        |
| 2018  | ロッテ | -     | -     | -     | -     | -     | -        | -     | -     | -     | -     | -     | -        | 2     | 0     | 1     | 0     | 0     | 1.000    | -     | -     | -     | -     | -     | -        |
| 2019  | ロッテ | 2     | 0     | 0     | 0     | 0     | ----     | 1     | 0     | 0     | 0     | 0     | ----     | 1     | 0     | 1     | 0     | 0     | 1.000    | 1     | 0     | 3     | 0     | 0     | 1.000    |
| 2021  | ロッテ | 12    | 15    | 1     | 0     | 3     | 1.000    | -     | -     | -     | -     | -     | -        | -     | -     | -     | -     | -     | -        | -     | -     | -     | -     | -     | -        |
| 通算  | 通算   | 96    | 270   | 25    | 1     | 17    | .997     | 23    | 41    | 39    | 1     | 8     | .988     | 71    | 50    | 90    | 8     | 7     | .946     | 15    | 15    | 37    | 2     | 9     | .963     |

### 記録
初記録
- 初出場・初先発出場：2011年5月24日、対広島東洋カープ2回戦（MAZDA Zoom-Zoom スタジアム広島）、2番・遊撃手で先発出場
- 初打席：同上、1回表に福井優也から遊飛
- 初安打：同上、4回表に福井優也から中前安打
- 初打点：2014年8月9日、対埼玉西武ライオンズ16回戦（QVCマリンフィールド）、8回裏にグレッグ・レイノルズから左中間2点適時三塁打
- 初本塁打：2016年4月15日、対北海道日本ハムファイターズ4回戦（札幌ドーム）、8回表に榎下陽大から右中間越ソロ

### 背番号
- 36（2008年 - 2010年）
- 66（2011年 - 同年途中）
- 00（2011年途中 - 2016年）
- 32（2017年 - 2019年）
- 127（2020年 - 2021年5月30日）
- 61（2021年5月31日 - 同年終了）

### 登場曲
- 「I SHOULD BE SO LUCKY」mihimaru GT（2008年）
- 「アイヲクダサイ」ONE☆DRAFT（2009年）
- 「SUPERSTAR」FIRE BALL（2010年 - 2015年）
- 「煌めく瞬間に捕われて」MANISH（2014年 - 2015年、2018年）※2014年 - 2015年は第1打席のみ、2018年は2打席目のみ
- 「始まりの唄」GReeeeN（2016年 - 2017年）※第1打席のみ
- 「Green boys」GReeeeN（2016年 - 2018年）
- 「プライド」高橋優（2018年）※第1打席のみ
- 「君に贈る詩」DUFF（2019年 - 2021年）